# Sulphur Springs (contea di Jefferson, Arkansas)
Sulphur Springs, inizialmente noto come White Sulphur Springs è un census-designated place (CDP) degli Stati Uniti d'America, situato in Arkansas, nella contea di Jefferson. Secondo il censimento del 2020 gli abitanti di Sulphur Springs ammontavano a 1 032.

## Storia
Già negli anni quaranta del XIX secolo la zona di Sulphur Springs era abitata e la comunità qui presente, nel 1855 fece domanda per un ufficio postale, con il nome di Sulphur Springs, ma poiché esisteva già una città con quel nome nella parte nord-occidentale dello stato, venne scelto il nome White Sulphur Springs.
Durante la guerra civile americana, White Sulphur Springs divenne un punto di mobilitazione per l'esercito confederato nella zona. L'ospedale confederato fu trasferito da Pine Bluff a White Sulphur Springs nel 1862 ed in molti furono sepolti nel cimitero confederato di Camp White Sulphur Springs.
Nel settembre 1863 la Union Army incendiò la città e la maggior parte dei residenti lasciò la zona. Dopo la guerra la zona divenne nuovamente residenziale, tuttavia perse la sua popolarità nella prima metà del XX secolo.